# Transliteració
La transliteració és la representació d'un text escrit amb un sistema d'escriptura determinat amb caràcters d'un altre sistema d'escriptura d'una manera sistemàtica, de forma que existeix una correspondència entre els caràcters de tots dos sistemes d'escriptura.
La transliteració intenta aconseguir una correspondència d'un a un entre els signes de les dues escriptures, de tal manera que un lector ben informat pugui reconstruir el text original transcrit, però per assolir aquest objectiu de vegades cal definir grups de signes o marques diacrítiques per a representar determinades seqüències de signes o signes que no tenen una correspondència clara entre les dues escriptures. Per exemple, l'alfabet grec modern té 24 lletres que no es corresponen a les 26 de l'alfabet llatí actual. Algunes lletres gregues se solen transcriure amb sèries de dos lletres llatines, per exemple 'th' per theta (Θ) o 'ps' per psi (Ψ). Per complicar-ho més, les convencions són diferents per a transliterar el grec clàssic o el grec modern.
La transliteració es diferencia de la transcripció en què aquesta es basa en la fonologia o la fonètica originals del text a transcriure, mentre que la transliteració es basa en l'escriptura del text, independentment de com es pronuncia. Per exemple,
les variants Muhammad o Mohammed són variants de transcripció segons el so d'aquestes paraules en diferents varietats de l'àrab.
Existeixen normes ISO per a la transliteració d'alguns sistemes d'escriptura:
- ISO 9 — Alfabet ciríl·lic
- ISO 233 — Àrab
- ISO 259 — Hebreu
- ISO 843 — Grec
- ISO 3602 — Japonès
- ISO 7098 — Xinès
- ISO 9984 — Georgià
- ISO 9985 — Armeni
- ISO 11940 — Tailandès
- ISO 11941 — Coreà, amb un sistema diferent per a Corea del Nord i Corea del Sud
- ISO 15919 — Hindi